# Virgines capitales

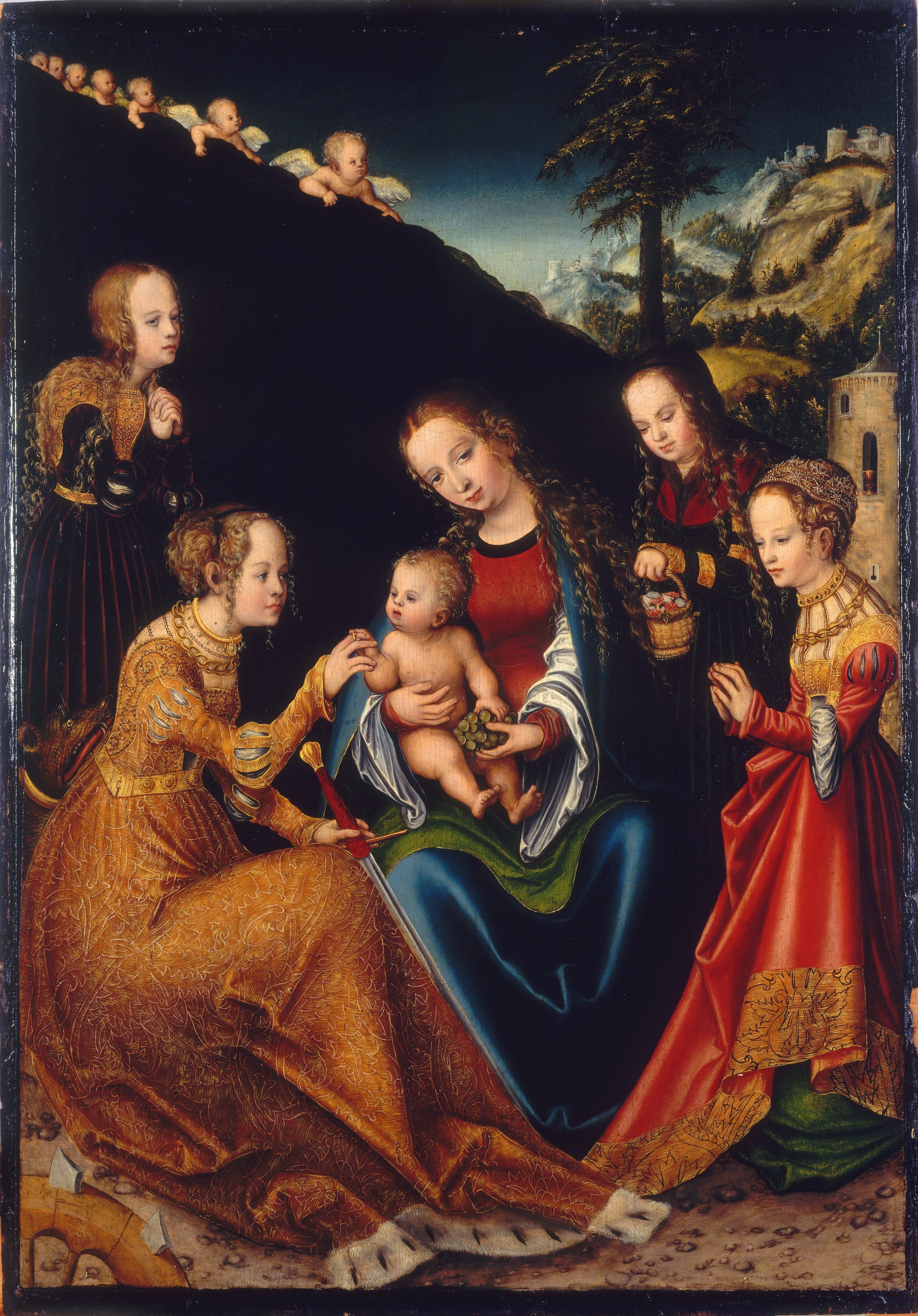
Lucas Cranach, d. Ä.: Die mystische Vermählung der heiligen Katharina mit den hll. Barbara, Margareta und Dorothea

Die als (quattuor) virgines capitales bezeichnete Gruppe umfasst vier jungfräuliche Märtyrinnen der frühen Kirche. Diese in der Literatur auch als die vier vorzüglichen (heiligen) Jungfrauen oder als vier Hauptjungfrauen bezeichneten Märtyrinnen sind Katharina, Margareta, Barbara und Dorothea  Drei dieser Virgines capitales gehören auch zu den vierzehn Nothelfern.
Diese vier Jungfrauen werden in der Ikonographie oft zusammen oder  mit der Jungfrau Maria im Mittelpunkt dargestellt. Vereinzelt wird anstelle der klassischen Reihung mit Dorothea auch die heilige Ursula dargestellt oder aber deren Attribut, der Pfeil, in den Händen der heiligen Dorothea dargestellt. Die Darstellung der vier Hauptjungfrauen stellt meist eine Unterform des Typus Virgo inter virgines dar, die Maria im Kreise jungfräulicher Märtyrinnen zeigt.

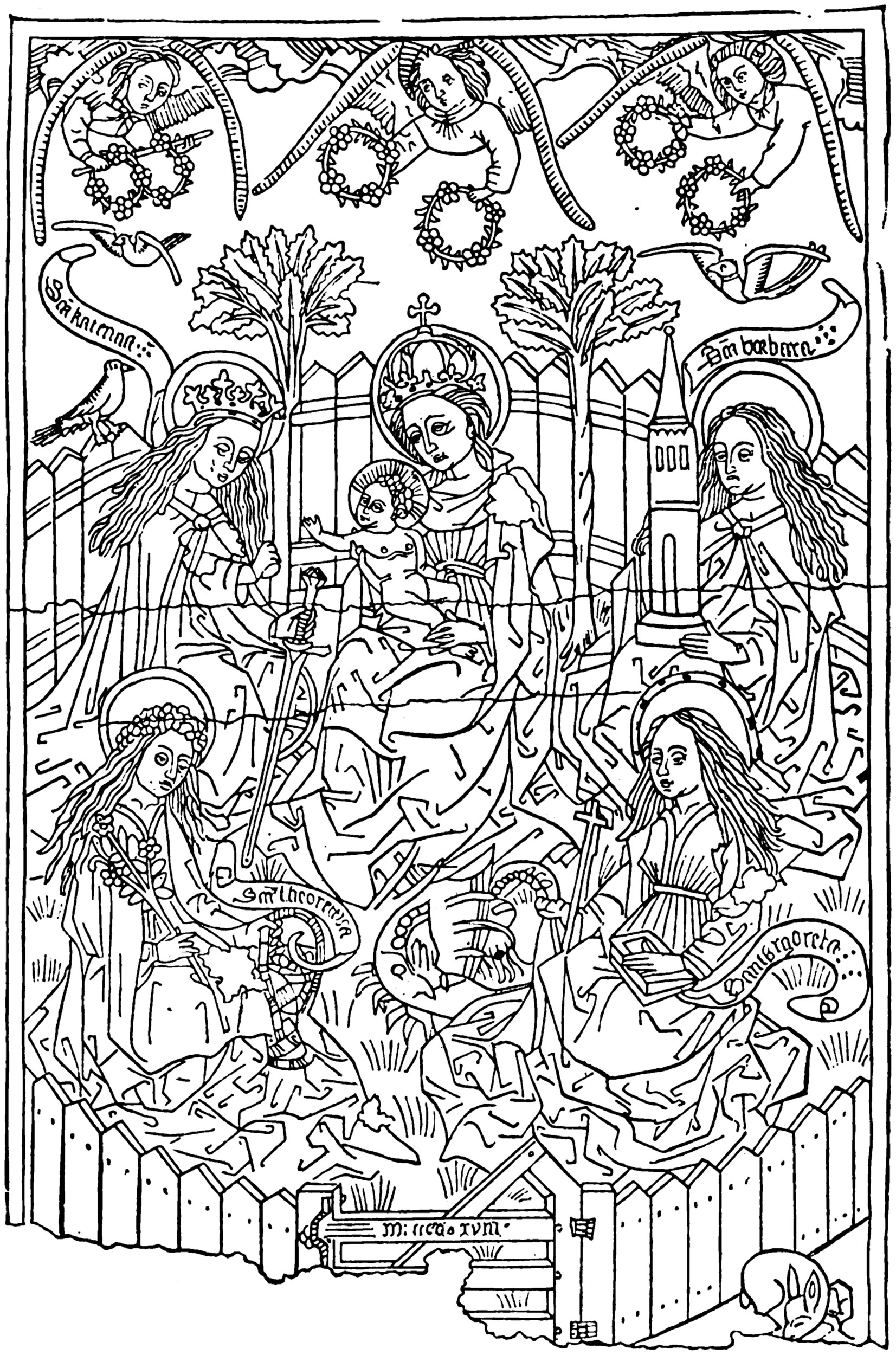
Die Muttergottes mit den vier Virgines capitales in einem Hortus conclusus. Die Jungfrauen sind an den Attributen zu erkennen: vorn Dorothea (links) und Margareta, hinten Katharina (links) und Barbara.

Von der großen Verehrung der vier Märtyrinnen zeugt, dass das Missale Coloniense die Votivmesse Missa de sanctis quatuor virginibus capitalibus enthält.